# دونالد كول (رسام)
دونالد كول (بالإنجليزية: Donald Cole)‏ هو رسام أمريكي، ولد في 31 أكتوبر 1930.